# Nélson (futebolista)
Nélson Domingues de Araújo, ou apenas Nélson (Rio de Janeiro, 22 de julho de 1972) é um ex-futebolista brasileiro, que atuava como volante.

## Carreira
Revelado pelo Botafogo em 1992, Nélson foi contratado pelo Vasco da Gama em 1995 após se destacar no Botafogo nos anos anteriores.
Jogador alto e bom na bola aérea, pecava na falta de habilidade e no excesso de faltas. O volante virou "Nélson Patola" após uma partida contra o Cruzeiro em que, após receber uma falta, retribuiu a "gentileza" com uma "patolada"; o atleta adversário era o meio-campo Luís Fernando. Apesar de não ter agradado a torcida em suas partidas feitas pelo clube vascaíno, ficou por quatro temporadas na equipe e conquistou um Brasileiro, uma Libertadores e um Carioca.
A partir de 1999, passou por diversas equipes do Brasil.
Em 2023, trabalhava como motorista de aplicativo.

## Títulos
Botafogo
- Copa CONMEBOL: 1993
- Torneio Internacional Eduardo Paes: 1994

Vasco da Gama
- Troféu Palma de Mallorca: 1995
- Troféu Bortolotti: 1997
- Campeonato Brasileiro: 1997
- Taça Guanabara: 1998
- Taça Rio: 1998
- Campeonato Carioca: 1998
- Copa Libertadores da América: 1998[4]

Vitória
- Campeonato Baiano: 1999
- Copa do Nordeste: 1999

Macaé
- Torneio Maurício Bittencourt: 2005